# Iñaki Aguirre Barañano
Iñaki Aguirre Barañano (Bilbao, 1936) és un economista i polític basc. Llicenciat en la Facultat de la Universitat del País Basc en 1960, fou membre de ROAC, president del Col·legi Basc d'Economistes (1980-1983) i vicepresident del Consell General dels Col·legis d'Economistes de l'Estat (1983-1984). Ha estat president de la Caixa d'Estalvis de Biscaia i assessor d'empreses.
Com a polític ha militat en el Partit Nacionalista Basc, i fou escollit senador per Biscaia a les eleccions generals espanyoles de 1986 i 1989.